# José Antequera
José de Jesús Antequera Antequera (Barranquilla, 7 de septiembre de 1956 - Bogotá, 3 de marzo de 1989) fue un activista y político colombiano de izquierda. Militante de la Unión Patriótica. Asesinado por grupos paramilitares.

## Biografía
Hijo de Eva Antequera, y del abogado penalista Augusto Antequera, José Antequera estudió en la Universidad del Atlántico de Barranquilla, donde desarrolló actividades políticas como secretario general de la Juventud Comunista Colombiana (JUCO), y presidente de la Unión Nacional de Estudiantes Universitarios (UNEU).
Se casó con María Eugenia de Antequera en 1977.
Denunció los nexos entre paramilitares, miembros del Ejército Nacional y políticos.
Se trasladó luego a Bogotá, donde fue dirigente nacional de la Unión Patriótica y secretario nacional de organización del Partido Comunista Colombiano tras la muerte de Teófilo Forero. Fue cercano a Bernardo Jaramillo Ossa, candidato presidencial de la UP asesinado posteriormente en 1990.

"Porque ahora y siempre nuestra bandera es y será de la paz".
José Antequera

## Asesinato
El 3 de marzo de 1989, tan solo cuatro días después de la muerte de Teófilo Forero, Antequera fue asesinado en el aeropuerto El Dorado de Bogotá, cuando se dirigía a Barranquilla, atentado en el que a su vez resultó herido el entonces precandidato presidencial del Partido Liberal Ernesto Samper con 11 proyectiles de un subfusil Ingram 9mm, Antequera recibió 28 impactos, disparados por sicario identificado como Luis Fernando Mona Hincapié, un joven de 20 años procedente de Medellín, quien posteriormente fue dado de baja por escoltas del DAS.
Tras su asesinato se generaron protestas y disturbios, en rechazo a la negativa del entonces alcalde de Bogotá Andrés Pastrana de permitir una ceremonia colectiva de despedida al inmolado líder político.

### Investigaciones
Algunas investigaciones hechas por la Unidad de Análisis y Contexto de la Fiscalía General de la Nación apuntaron a una alianza entre grupos paramilitares, organismos de seguridad del Estado y narcotraficantes como responsables del asesinato. Su crimen, al igual que el de los demás miembros de la UP, fue declarado en 2014; delito de lesa humanidad. Particularmente se ha indagado sobre los vínculos del crimen de Antequera con los asesinatos de Bernardo Jaramillo Ossa y Carlos Pizarro debido a las coincidencias con ambos, e inclusive es ligado con el crimen de Luis Carlos Galán ocurrido cinco meses después, con base en las declaraciones de Jhon Jairo Velásquez Vásquez, alias Popeye, sicario del Cartel de Medellín, Pablo Escobar Gaviria, afirmó que el tipo y modelo de arma usada en el crimen de Galán fue también usada en los crímenes de Antequera, Jaramillo y Pizarro, las cuales pertenecían a un lote de armas traído de contrabando desde Israel por Gonzalo Rodríguez Gacha, así como la participación de la banda de sicarios del último en los primeros tres magnicidio. Así mismo, las investigaciones realizadas por la fiscalía desde 1992 establecieron que Luis Fernando Mona Hincapié había sido compañero de trabajo de los primos Andrés Arturo  y Gerardo Gutiérrez, conocidos por ser los sicarios que dispararon contra Jaramillo y Pizarro respectivamente, quienes trabajaron junto a Mona Hincapié en una fábrica de tacos de billar en Medellín y habrían sido reclutados para cometer los magnicidios por un hombre identificado como Héctor de Jesús Echeverría Acevedo, un posible jefe de sicarios de un grupo criminal identificado como La Oficina. Echeverry fue encontrado muerto la noche del 12 de abril de 1990. 
En 2014 su caso, como otros del genocidio contra la Unión Patriótica fue declarado crimen de Lesa Humanidad. En 2015 fueron llamados a indagatoria 3 miembros de su escolta. En 2015 se reabrió el caso.
En la actualidad, cursa un proceso en la Corte Interamericana de Derechos Humanos en el marco del genocidio contra la Unión Patrióca, la cual el 30 de enero de 2023, declaró culpable al estado colombiano de ser el principal promotor del exterminio político contra la Unión Patriótica, y por ende, culpable de la colaboración con organizaciones paramilitares que asesinaron a Antequera.

## Descendencia
Padre de José Darío Antequera Guzmán, exdirector del Centro de Memoria Paz y Reconciliación de Bogotá y de Erika Antequera Guzmán, periodista.

## Documentales
- De Erika Antequera Guzmán La Historia que no contaron: José Antequera (ganadora de Mención de Honor del Festival de Cine de Bogotá en 2010).[16]
- La generación que nos robaron: José Antequera (documental transmitido en Canal Capital).[17]